# Пекінський договір 1860
Пекі́нська уго́да (кит.: 北京条約) або Пекі́нська конве́нція (англ. Convention of Peking)  — мирна угода, яка складається з трьох окремих договорів, укладена у жовтні 1860 року між маньчжурською династією Цін, що керувала Китаєм, та коаліцією Великої Британії, Франції та  Росією, яка безпосередньо не брала участі у війні. Угода поклала край Другій опіумній війні, яка тривала у 1856–1860 роках та закінчилася поразкою Цін. Статті угоди також регламентували порядок призначення консулів, встановлювали регламент відправлень дипломатичного листування та надавали сторонам можливість надалі вдосконалювати правила сухопутної торгівлі.

## Передумови

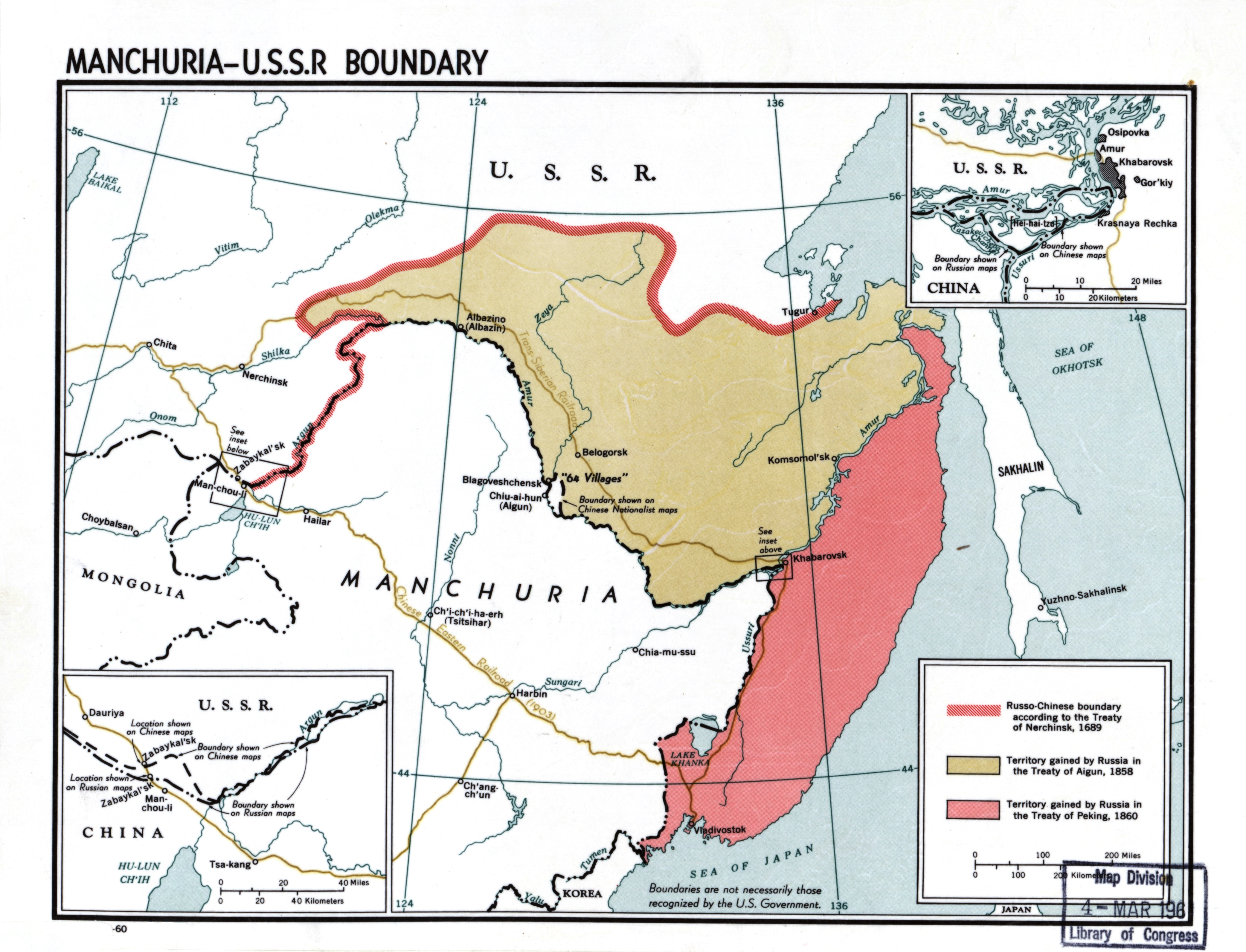
Територіальні здобутки Росії на основі Айгунської угоди (1858) та Пекінської угоди (1860)

Договір з Британією було підписано 24 жовтня, а з Францією — 25 жовтня. Угода визнавала чинність Тяньцзіньського трактату 1858 року, на основі якого Росія 18 червня 1858 отримала частину північної Манджурії. Таким чином Росія остаточно закріпила за собою Уссурійський край, США (26 червня 1858) право відкрити посольство у Пекіні, право заходу у декілька портів, право християн сповідувати свою релігію, Велика Британія (26 червня 1858) додатково до США право судноплавства по Янцзи, статус Гонконгу.

## Умови угоди

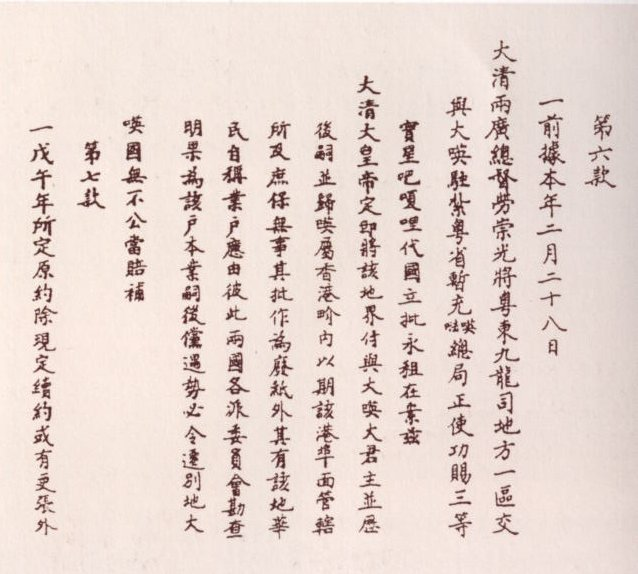
Китайський текст угоди.

Згідно з умовами договору цінська сторона: 
1. Виплачувала контрибуцію Британії та Франції в розмірі 8 млн лянів;
2. Відкривала для іноземних держав порт Тяньцзінь;
3. Скасовувала обмеження на виїзд з країни китайців та дозволяла іноземним державам набирати китайських робітників;
4. Передавала британській стороні управління Цзюлуном, частини Гонконга;
5. Повертала французькій стороні майно Католицької церкви, що було конфісковано маньчжурською владою у 18—19 століттях.
Росія, що не брала безпосередньої участі у війні, змусила безпомічну династію Цін зректись прав на північну Маньчжурію до ріки Уссурі
Спочатку уряд династії Цін сильно опирався підписанню договору, проте британсько-французькі сили окупували столицю Пекін, змусивши силою противника до капітуляції. Маньчжури пристали на вимоги іноземців, в обмін на допомогу в придушенні Тайпінського повстання.
Мирна угода сильно вдарила по престижу Цін та перетворила її імперію з передових країн, на одну найвідсталіших в Азії.